# ダンツシアトル
ダンツシアトル（欧字名:Dantsu Seattle、1990年5月13日 - 2020年9月24日）は、アメリカ合衆国で生産された日本の競走馬、種牡馬。
1995年の宝塚記念（GI）、京阪杯（GIII）優勝馬である。
父は無敗のアメリカ三冠馬Seattle Slew、バレッツセールで32万5000ドルで落札された。

## 経歴

### 3歳
1992年10月17日東京3歳新馬戦を4馬身差で勝利、次走の赤松賞（500万下）を連勝し、オープン入りしたが、骨折が判明し、長期休養に入った。

### 4 - 5歳
1993年9月に復帰。初戦の苗場特別（900万下）は4着だったが、続く浦安特別（900万下）を快勝。この後、ウェルカムステークス（1500万下）も勝ち、オープン入りを果たした。
重賞に初挑戦したのは年が明けて古馬になった1994年1月の日経新春杯だった。4番人気に推されたが、直線で失速し7着に敗れた。その後、すばるステークス8着、バレンタインステークス3着とオープン特別を2戦した後、左前脚に屈腱炎を発症し、ふたたび長期休養を強いられた。その間にクラスも準オープンに降級した。

### 6歳
復帰戦は1995年3月の道頓堀ステークス（1500万下）だった。長期休養明けだっただけに単勝は12番人気と低評価だったが快勝し、オープン馬に復帰した。
その後、陽春ステークス3着、オーストラリアトロフィー1着を経て、安田記念を除外となったため京阪杯に出走、前年のオークス馬チョウカイキャロルに1馬身半差をつけて初重賞制覇。
次走はGI初挑戦となる宝塚記念に出走、1番人気のライスシャワーが競走中止となるアクシデントがあった中で同じシアトルスルーを父に持つタイキブリザードをクビ差抑えてGI初勝利を挙げた。
宝塚記念後、ジャパンカップへ向けて調整していたが、屈腱炎が再発してこのレースを最後に引退した。

## 種牡馬時代
日本中央競馬会 (JRA) に購入され、1997年より日本軽種馬協会で種牡馬入り。
2006年、2007年は九州種馬場で、2008年は那須種馬場で、2009年は東京大学大学院農学生命科学研究科付属牧場で繋養され、2010年からは再び九州種馬場で繋養されたという。
2017年をもって種牡馬引退、引き続き九州種馬場で繋養された。
2020年9月24日、老衰により死亡。

### 主な産駒
以下、JBISサーチに基づく。
- 1998年産
  - コウセイロマン（ひまわり賞）
- 1999年産
  - カシノコールミー（霧島賞）
  - マルシゲガリバー（たんぽぽ賞）
- 2000年産
  - ベルガモットシール（霧島賞）
- 2001年産
  - バルトフォンテン（中山新春ジャンプステークス）
- 2006年産
  - カシノチェスト（たんぽぽ賞）
- 2008年産
  - クラウンリバー（たんぽぽ賞）
- 2013年産
  - ナンゴクロックオン（たんぽぽ賞）

### 母の父として主な産駒
- ムーンパスノキセキ 栄城賞2着、カペラ賞2着（父キンシャサノキセキ）

## 競走成績
以下の内容は、JBISサーチおよびnetkeiba.comに基づく。
| 競走日     | 競馬場 | 競走名          | 格   | 距離（馬場）  | 頭 数 | 枠 番 | 馬 番 | オッズ （人気） | 着順 | タイム （上がり3F） | 着差 | 騎手      | 斤量 [kg] | 1着馬（2着馬）         | 馬体重 [kg] |
| ---------- | ------ | --------------- | ---- | ------------- | ----- | ----- | ----- | --------------- | ---- | ------------------- | ---- | --------- | --------- | ---------------------- | ----------- |
| 1992.10.17 | 東京   | 3歳新馬         |      | ダ1400m（稍） | 6     | 1     | 1     | 001.10（1人）   | 01着 | R1:26.9（37.8）     | -0.7 | 0岡部幸雄 | 53        | （マウントロマン）     | 474         |
| 0000.11.14 | 東京   | 赤松賞          | 5下  | ダ1400m（良） | 10    | 8     | 10    | 002.20（1人）   | 01着 | R1:25.3（37.6）     | -0.3 | 0岡部幸雄 | 54        | （シロキタアラシ）     | 478         |
| 1993.09.06 | 新潟   | 苗場特別        | 9下  | 芝1200m（良） | 16    | 3     | 5     | 004.30（2人）   | 04着 | R1:10.5（35.2）     | -0.2 | 0田中勝春 | 55        | エルカーサロマン       | 474         |
| 0000.09.18 | 中山   | 浦安特別        | 9下  | 芝1600m（良） | 10    | 2     | 2     | 002.30（1人）   | 01着 | R1:34.2（35.0）     | -0.2 | 0蛯名正義 | 55        | （リワードガルソン）   | 476         |
| 0000.10.30 | 東京   | アイルランドT   | OP   | 芝1600m（重） | 12    | 4     | 4     | 002.90（1人）   | 06着 | R1:35.5（36.5）     | -1.0 | 0武豊     | 54        | イイデザオウ           | 480         |
| 0000.11.28 | 東京   | ウェルカムS     | 15下 | 芝2000m（良） | 16    | 2     | 3     | 007.70（2人）   | 01着 | R2:00.2（35.7）     | -0.1 | 0蛯名正義 | 56        | （ニホンピロナーリー） | 484         |
| 1994.01.23 | 阪神   | 日経新春杯      | GII  | 芝2500m（良） | 16    | 8     | 15    | 006.70（4人）   | 07着 | R2:37.1（38.7）     | -1.6 | 0武豊     | 55        | ムッシュシェクル       | 496         |
| 0000.02.05 | 阪神   | すばるS         | OP   | ダ1400m（稍） | 12    | 2     | 2     | 002.00（1人）   | 08着 | R1:25.7（37.8）     | -1.9 | 0田原成貴 | 55        | エイシンライジン       | 492         |
| 0000.02.18 | 東京   | バレンタインS   | OP   | 芝1800m（良） | 14    | 6     | 9     | 003.40（2人）   | 03着 | R1:46.6（35.9）     | -0.4 | 0岡部幸雄 | 55        | パワフルボーイ         | 486         |
| 1995.03.26 | 京都   | 道頓堀S         | 15下 | 芝1600m（良） | 16    | 8     | 15    | 069.9（12人）   | 01着 | R1:33.6（36.1）     | -0.2 | 0村本善之 | 57        | （タマモロード）       | 510         |
| 0000.04.16 | 京都   | 陽春S           | OP   | 芝1600m（良） | 14    | 5     | 7     | 002.70（1人）   | 03着 | R1:34.3（36.1）     | -0.4 | 0村本善之 | 55        | フェイヴァーワン       | 502         |
| 0000.04.30 | 京都   | オーストラリアT | OP   | 芝1800m（良） | 11    | 8     | 11    | 002.30（2人）   | 01着 | R1:46.7（34.2）     | -0.5 | 0村本善之 | 56.5      | （アロートゥスズカ）   | 500         |
| 0000.05.13 | 京都   | 京阪杯          | GIII | 芝2000m（良） | 12    | 8     | 12    | 002.70（1人）   | 01着 | R1:58.9（35.1）     | -0.2 | 0村本善之 | 57        | （チョウカイキャロル） | 496         |
| 0000.06.04 | 京都   | 宝塚記念        | GI   | 芝2200m（稍） | 17    | 1     | 1     | 005.10（2人）   | 01着 | R2:10.2（34.7）     | -0.1 | 0村本善之 | 57        | （タイキブリザード）   | 498         |

## 血統表
| ダンツシアトルの血統         | ダンツシアトルの血統                                                               | ダンツシアトルの血統                                                               | （血統表の出典）                                                                   | （血統表の出典） |
| 父系                         | シアトルスルー系                                                                   | シアトルスルー系                                                                   | シアトルスルー系                                                                   | [ § 2 ]          |
| 父 Seattle Slew 1974 黒鹿毛  | 父の父Bold Reasoning 1968 黒鹿毛                                                   | Boldnesian                                                                         | Bold Ruler                                                                         | Bold Ruler       |
| 父 Seattle Slew 1974 黒鹿毛  | 父の父Bold Reasoning 1968 黒鹿毛                                                   | Boldnesian                                                                         | Alanesian                                                                          |                  |
| 父 Seattle Slew 1974 黒鹿毛  | 父の父Bold Reasoning 1968 黒鹿毛                                                   | Reason to Earn                                                                     | Hail to Reason                                                                     | Hail to Reason   |
| 父 Seattle Slew 1974 黒鹿毛  | 父の父Bold Reasoning 1968 黒鹿毛                                                   | Reason to Earn                                                                     | Sailing Home                                                                       |                  |
| 父 Seattle Slew 1974 黒鹿毛  | 父の母My Charmer 1969 鹿毛                                                         | Poker                                                                              | Round Table                                                                        | Round Table      |
| 父 Seattle Slew 1974 黒鹿毛  | 父の母My Charmer 1969 鹿毛                                                         | Poker                                                                              | Glamour                                                                            |                  |
| 父 Seattle Slew 1974 黒鹿毛  | 父の母My Charmer 1969 鹿毛                                                         | Fair Charmer                                                                       | Jet Action                                                                         | Jet Action       |
| 父 Seattle Slew 1974 黒鹿毛  | 父の母My Charmer 1969 鹿毛                                                         | Fair Charmer                                                                       | Myrtle Charm                                                                       |                  |
| 母 Call Me Goddess 1971 栗毛 | 母の父Prince John 1953 栗毛                                                        | Princequillo                                                                       | Prince Rose                                                                        | Prince Rose      |
| 母 Call Me Goddess 1971 栗毛 | 母の父Prince John 1953 栗毛                                                        | Princequillo                                                                       | Cosquilla                                                                          |                  |
| 母 Call Me Goddess 1971 栗毛 | 母の父Prince John 1953 栗毛                                                        | Not Afraid                                                                         | Count Fleet                                                                        | Count Fleet      |
| 母 Call Me Goddess 1971 栗毛 | 母の父Prince John 1953 栗毛                                                        | Not Afraid                                                                         | Banish Fear                                                                        |                  |
| 母 Call Me Goddess 1971 栗毛 | 母の母Marshua 1962 鹿毛                                                            | Nashua                                                                             | Nasrullah                                                                          | Nasrullah        |
| 母 Call Me Goddess 1971 栗毛 | 母の母Marshua 1962 鹿毛                                                            | Nashua                                                                             | Segula                                                                             |                  |
| 母 Call Me Goddess 1971 栗毛 | 母の母Marshua 1962 鹿毛                                                            | Emardee                                                                            | Heliopolis                                                                         | Heliopolis       |
| 母 Call Me Goddess 1971 栗毛 | 母の母Marshua 1962 鹿毛                                                            | Emardee                                                                            | Miss Drummond                                                                      |                  |
| 母系(F-No.)                  | (FN:16)                                                                            | (FN:16)                                                                            | (FN:16)                                                                            | [ § 3 ]          |
| 5代内の近親交配              | Princequillo 5×3=15.63% Nasrullah 5×5×4=12.50% Striking 5×5=6.25% Busher 5×5=6.25% | Princequillo 5×3=15.63% Nasrullah 5×5×4=12.50% Striking 5×5=6.25% Busher 5×5=6.25% | Princequillo 5×3=15.63% Nasrullah 5×5×4=12.50% Striking 5×5=6.25% Busher 5×5=6.25% | [ § 4 ]          |
| 出典                         | 1. 2. 3. 4.                                                                        | 1. 2. 3. 4.                                                                        | 1. 2. 3. 4.                                                                        | 1. 2. 3. 4.      |

- 半姉Smugglyはサンタラリ賞の勝馬で孫にサヨウナラ（エンプレス杯）、半姉Aslはイタリアオークス2着馬[9]。
- 祖母MashuaはCCAオークスの勝馬で、曾孫のハートレイクは安田記念の勝馬。